# 青草巷 (台湾)
西昌街224巷，常稱作青草巷，是臺北市萬華區的一條巷道，位於艋舺龍山寺、艋舺地藏王廟附近。青草巷因有許多販賣青草、中藥的集中地而聞名，最早的草藥店可追溯至超過100年前，如今仍保存清代的路街分布。2015年，臺北市政府將青草巷歷史建築群列為歷史建築，成為文化資產。

## 歷史
關於青草巷的起源有許多說法。一說艋舺早期開墾時疾病眾多，居民通常賴口傳偏方或龍山寺的藥籤，民眾因而到附近青草店買青草治病，因此又被稱為「救命街」，也有「龍山寺旁的草藥特別有效」的傳言；一說萬華附近是遊廓，許多人至此尋求草藥治療性病。
龍山寺的周圍很早有青草藥店聚集。但直到戰後，周圍的道路拓寬、房屋改建，青草店鋪才聚集至青草巷內。
2001年開始，臺北市政府與當地住戶合作，將其整修為臺北市文化生活空間改善的示範地，並設立解說版描述青草巷的演變過程。2015年，臺北市政府以基地原屬螺陽公會所有，為清代祭祀公業重要歷史見證、青草巷為龍山寺旁重要歷史街巷空間，為臺北市傳統信仰、青草產業、泉州三邑移民聚集之艋舺城市中心，具有城市社會史見證意義等原因，登錄青草巷歷史建築群為臺北市歷史建築。

## 產業特色
青草巷附近的青草店傳統以販賣藥草、青草茶為主。日治時期時，草藥由店家自行採摘。現在的青草來源來自台灣各地，來自北部的用作新鮮青草，而來自南部的多曬乾使用。民眾常在廟中求完藥籤後，在青草店抓藥草內服、外敷。為了消暑，也有許多人會到青草店購買青草茶。
1980年代立法禁止寺廟開藥方、與全民健康保險制度實施，青草巷買氣逐漸減少。手搖飲料的普及，也使青草茶市場萎縮。部分青草業者謀求轉型，以手沖茶等方式推廣青草。青草巷店家目前也已推出藥草宅配服務，只要撥打電話店家就會將青草送至民眾家中，還有宅配到金門縣的紀錄。

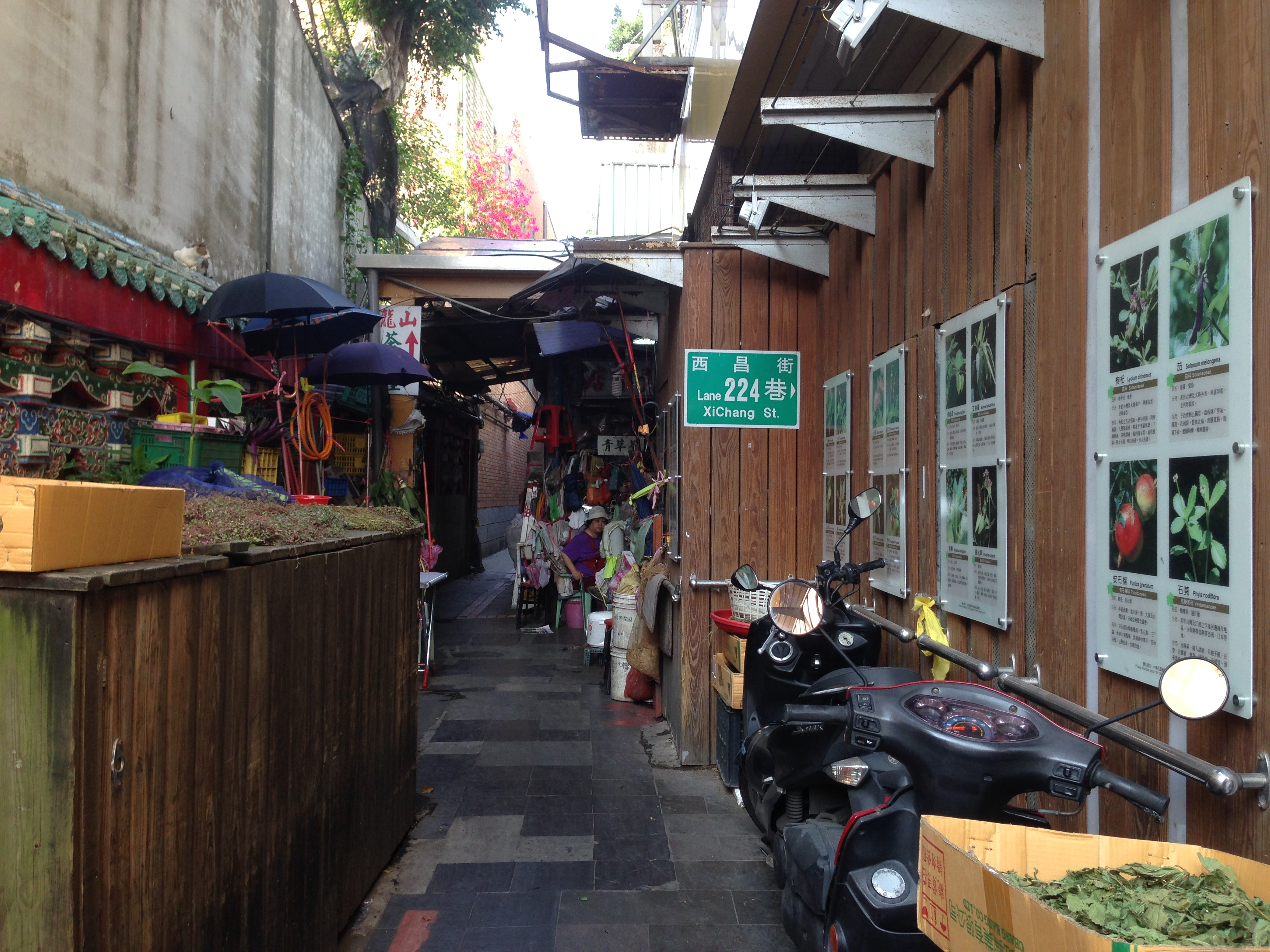
西昌街224巷路標。
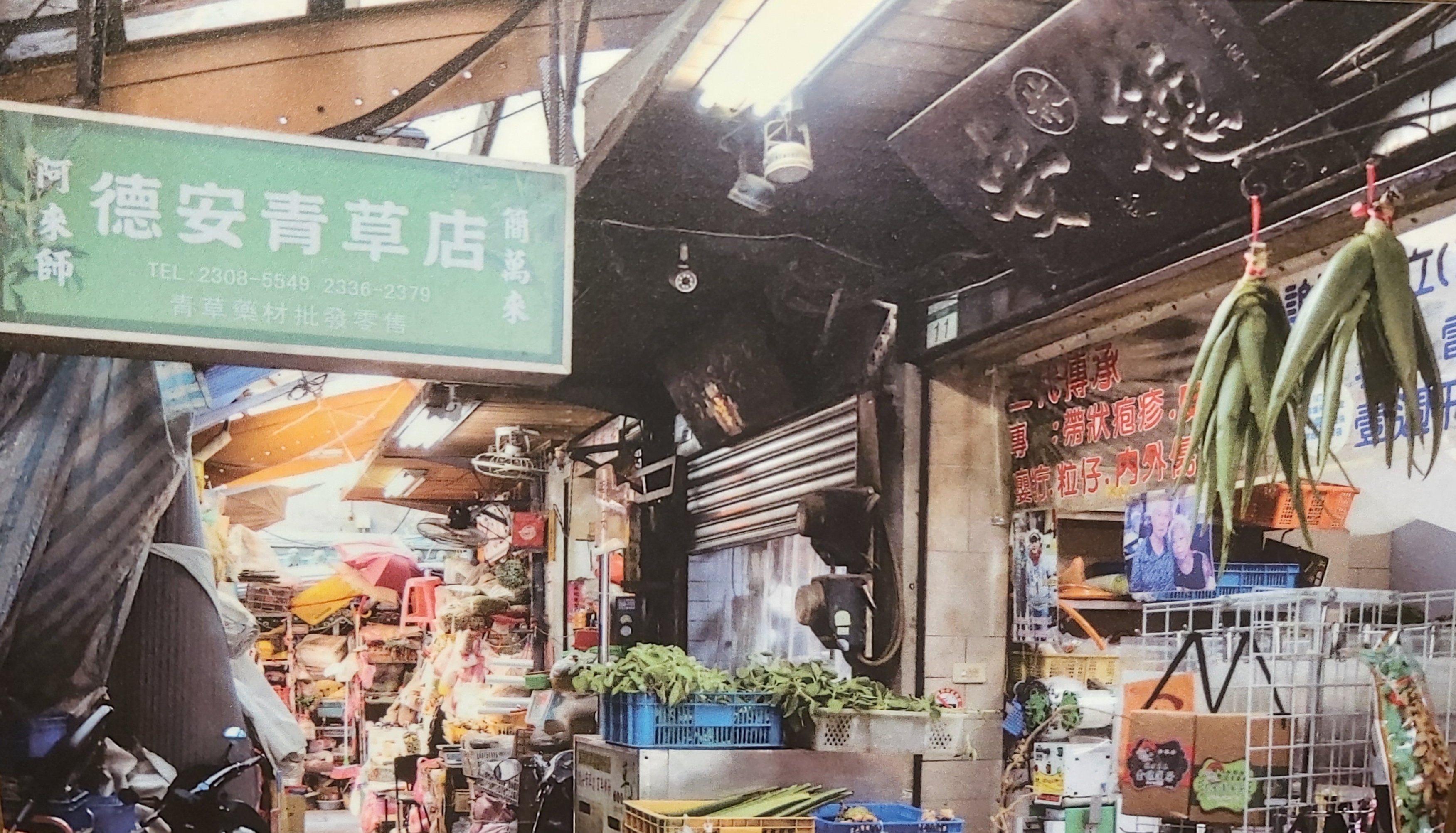
西昌街224巷11號的青草茶老舖「德安青草店」。
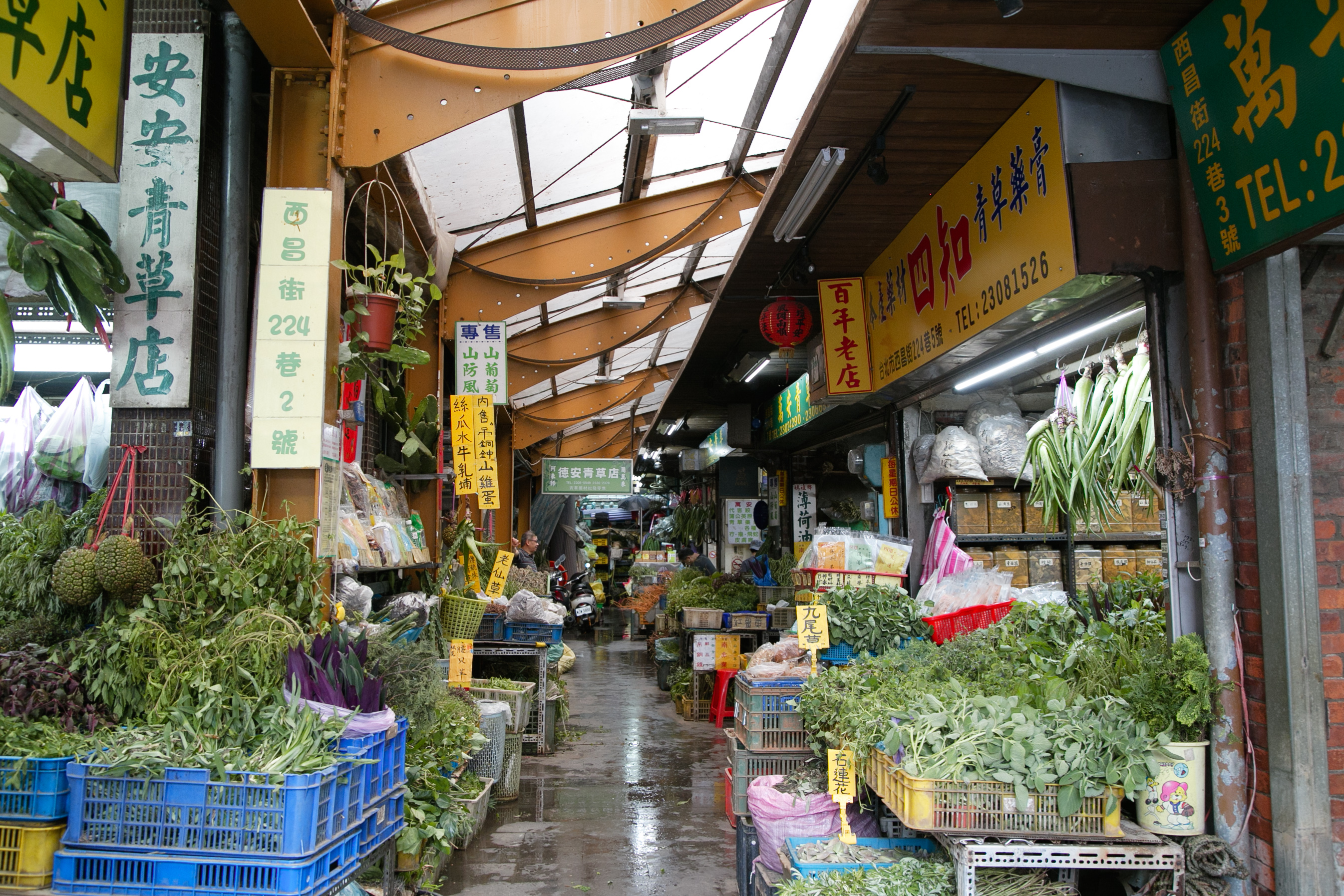
萬華青草巷歷史建築群
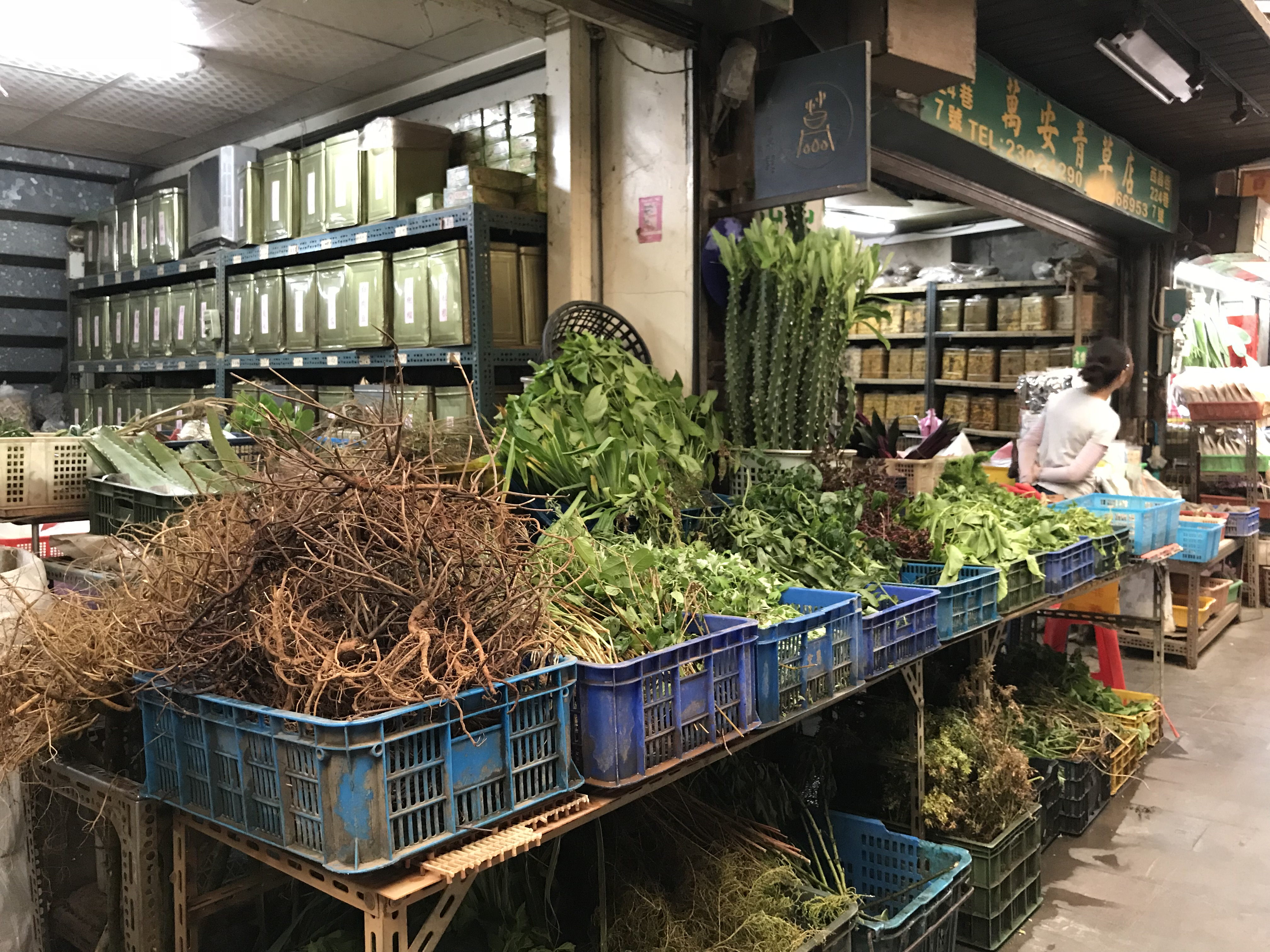
青草巷景

## 外部連結
- 臺北旅遊網中對青草巷的介紹 （页面存档备份，存于）